# Екатерина Арагонская
Екатери́на Араго́нская (араг. Catarina d'Aragón, исп. Catalina de Aragón y Castilla, Catalina de Trastámara y Trastámara; англ. Catherine of Aragon, употреблялось также написание Katherine или Katharine; 16 декабря 1485[…], Алькала-де-Энарес — 7 января 1536[…], Кимболтон, Кембриджшир) — дочь основателей испанского государства Фердинанда Арагонского и Изабеллы Кастильской, первая жена короля Англии Генриха VIII Тюдора, мать королевы Марии I. После двадцати четырёх лет супружества, из-за отсутствия наследников мужского пола, Генрих настоял на аннулировании брака с Екатериной. Этот шаг стал одной из причин конфликта Генриха с папой римским, разрыва с Римско-католической церковью и Реформации в Англии.

## Ранние годы
Екатерина родилась в ночь на 16 декабря 1485 года в замке архиепископа Толедского в городке Алькала-де-Энарес, расположенном неподалёку от Мадрида. Она была младшим ребёнком Католических королей — Фердинанда Арагонского и Изабеллы Кастильской — и получила своё имя в честь прабабушки, английской принцессы Екатерины из рода Ланкастеров, дочери Джона Гонта. По материнской линии юная инфанта состояла в отдалённом родстве с семьёй английских монархов и приходилась четвероюродной сестрой своему будущему свёкру Генриху VII.
Первые годы жизни Екатерина провела с сёстрами и матерью — Изабелла не расставалась с дочерьми даже при осаде Гранады в 1491 году. Детство инфанты совпало с периодом подъёма эпохи Возрождения в Испании, что во многом повлияло и на качество её образования и воспитания. Изабелла лично следила за тем, чтобы уровень образования дочерей был ничуть не ниже того, что получил сын-наследник, Хуан Астурийский. Одним из наставников Екатерины стал Алессандро Джеральдини, который вместе со своим братом Антонио был одним из известнейших гуманистов своего времени.
В программу входило изучение геральдики и генеалогии, штудирование истории, канонического и гражданского права, классической литературы, словесности и древних языков — в частности, латыни и древнегреческого. Впоследствии, уже будучи супругами монархов, каждая из сестёр прекрасно изъяснялась на латыни с многочисленными посланниками других государств, а Эразм Роттердамский и Хуан Луис Вивес отзывались о Екатерине как о чрезвычайно образованной женщине. Кроме того, Екатерине, как и её сёстрам — Изабелле, Хуане и Марии — были даны уроки танцев и светских манер, однако не сохранилось свидетельств того, что инфантам преподавали пение и игру на музыкальных инструментах. Немалое внимание уделялось религиозному воспитанию детей, а девочек также обучили типично женским для той эпохи занятиям — ведению домашнего хозяйства, шитью и рукоделию.
Поскольку инфантам предстояло породниться с влиятельнейшими династиями Европы, уже вскоре после их рождения для каждой были выбраны подходящие партии. Изабелла должна была отправиться в Португалию, Хуана предназначалась в жёны Филиппу, герцогу Бургундскому, а Екатерина уже с трёхлетнего возраста была помолвлена с Артуром, принцем Уэльским, наследником английского престола.
В Англии, где ещё недавно бушевала Война Алой и Белой розы, нанёсшая ощутимый удар престижу страны, на троне воцарился Генрих VII Тюдор. Он был женат на Елизавете Йоркской, дочери Эдуарда IV, короля из династии Йорков, младшей ветви Плантагенетов. Сам же Генрих был потомком Джона Гонта, но его родословная восходила к побочной линии. Он был правнуком Джона Бофорта, сына Гонта от его любовницы Кэтрин Суинфорд. И хотя после смерти своей жены, Констанции Кастильской, Гонт обвенчался с Кэтрин, и их дети получили статус законнорождённых, они были лишены прав претендовать на корону Англии. Из-за этого обстоятельства легитимность восшествия на престол Тюдоров подвергалась сомнению и признавалась далеко не всеми европейскими королевскими домами.
Брачный союз старшего сына короля с испанской инфантой, представительницей могущественной династии Трастамара, усиливал стабильность и законность притязаний Тюдоров и восстанавливал пошатнувшиеся позиции Англии. Для Испании же этот брак представлял выгодное сотрудничество в борьбе с извечным соперником, Францией.
После завершения длительных переговоров о размере приданого, 19 мая 1499 года в Англии состоялась церемония заключения брака по доверенности. Условились, что Екатерина отправится в Англию по достижении пятнадцати лет. До её переезда предстояло решить ещё одну проблему: преодоление языкового барьера. Помимо родного испанского, инфанта свободно владела латинским, но не знала ни одного современного ей иностранного языка. Её будущие родственницы, Елизавета Йоркская и Маргарет Бофорт, через испанского посланника Родриго де Пуэблу выразили пожелание, чтобы Екатерина начала учить французский, за который она вскоре и принялась с помощью своей невестки Маргариты Австрийской. Переписку с женихом инфанта вела на латыни.

## Первые годы в Англии

### Брак с принцем Артуром

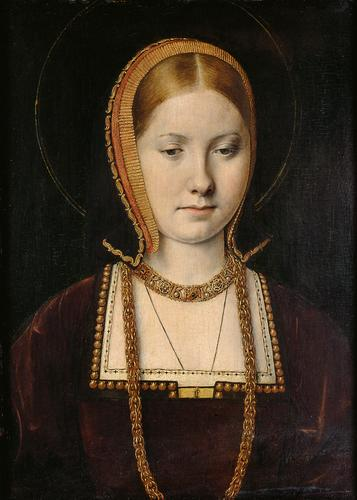
Екатерина Арагонская, вдовствующая принцесса Уэльская. Портрет работы Михеля Зиттова, ок. 1503—1504 гг.

17 августа 1501 года в сопровождении огромной свиты Екатерина отплыла в Англию, и 2 октября её корабли достигли гавани Плимута. Уже во время её первого путешествия по стране, англичане тепло приветствовали испанскую инфанту. Лиценциат Алькарес сообщал в письме Изабелле:

Её не могли бы принять с большей радостью, даже если бы она была Спасителем мира.
Через месяц, 4 ноября, король и принц Артур встретили Екатерину в Догмерсфилде, графство Гэмпшир, а 14 ноября в Лондоне в соборе Святого Павла состоялось венчание. Невесту к алтарю вёл младший брат жениха, десятилетний Генрих Тюдор, герцог Йоркский.
После свадьбы молодожёны отправились в замок Ладлоу, расположенный на границе Уэльса. Их присутствие там было необходимо, так как Артур носил титул принца Уэльского и представлял в этих землях королевскую власть. Затем они жили в замке Лодж неподалёку. Несколько месяцев спустя оба заболели, и 2 апреля 1502 года принц Артур скончался. Его похоронили в Вустере, а Екатерина вернулась в Лондон, где её поселили во дворце на Стрэнде. Предположения о том, что она могла быть беременна, не подтвердились, и наследником престола и новым принцем Уэльским был объявлен Генрих Тюдор, второй сын короля.

### Вдовствующая принцесса
Известия о смерти принца Артура Фердинанд и Изабелла восприняли стоически, но в гораздо большей степени они были заинтересованы в поддержании альянса с Англией, столь необходимого им для войны с Францией. В целях сохранения союзнических и дипломатических связей испанские монархи отправили к Генриху VII посольство во главе с герцогом Эрнаном д’Эстрадой, снабдив его инструкциями по ведению переговоров относительно финансовых вопросов и планов обручить Екатерину с принцем Генрихом. На первой стадии переговоров д’Эстрада должен был выдвинуть формальное требование вернуть уже выплаченную часть приданого и назначить Екатерине вдовью долю, а также организовать её обратный переезд в Испанию. Католические короли рассчитывали на то, что Генрих, находясь в затруднительном положении после потери старшего наследника, не преминет воспользоваться возможностью восстановить утраченные связи с Испанией.
Английский король со своей стороны полагал, что поскольку передана только половина приданого, у него нет никаких обязательств выполнять дальнейшие условия брачного контракта, выплачивая вдовью долю в полном размере или даже частично. Одновременно возник вопрос и о том, действительно ли Екатерина и Артур стали супругами в полной мере. Если бы факт консуммации брака был подтверждён, достигнуть соглашения по финансовым вопросам было бы гораздо проще. Капеллан Екатерины, Алессандро Джеральдини, сообщал, что брак был осуществлён, но её дуэнья Эльвира Мануэль заявляла обратное, и при её содействии Джеральдини вскоре был выслан из Англии.
Генрих VII между тем медлил с вынесением какого-либо решения по поводу статуса и финансов Екатерины. Тем временем, 11 февраля 1503 года скончалась его супруга, Елизавета Йоркская, и, опасаясь за судьбу династии (единственным живым наследником мужского пола был принц Генрих), он вознамерился было сам жениться на Екатерине. Этот вариант развития событий не устраивал Изабеллу: такой брак не отвечал интересам испанцев. Став женой столь зрелого мужа как Генрих, юная Екатерина не сможет влиять на его политику во благо Испании.
Генрих не настаивал, но и не собирался возвращать первую часть приданого Екатерины, независимо от того, кто будет её новым мужем. Однако учитывая важность союза с Испанией, он принял решение женить своего сына на Екатерине, и 23 июня 1503 года был подписан новый брачный контракт, по которому испанская сторона обязывалась выплатить оставшуюся часть (100 тыс. дукатов), а Екатерина, в свою очередь, отказывалась от наследства, положенного ей как вдове принца Артура, на том основании, что получит соответствующее содержание, вступив в брак с принцем Генрихом, когда тому исполнится пятнадцать лет, при условии, что приданое будет полностью выплачено. Кроме того, необходимо было получить разрешение на брак от папы римского, поскольку согласно каноническому праву Генрих и Екатерина считались близкими родственниками. Пока же Екатерина оставалась в Англии, ей было назначено содержание (100 фунтов в месяц), которое пришлось очень кстати, потому что её денежные средства подходили к концу и нечем было заплатить жалование слугам. В ноябре 1504 года от папы Юлия II было получено разрешение, позволявшее Екатерине и Генриху вступить в брак, невзирая на то, что первый «её союз с принцем Артуром, возможно, был осуществлён».
Но кончина Изабеллы в конце 1504 года оказала отрицательное влияние на англо-испанский союз: были расторгнуты важные торговые договоры, а принц Генрих по наущению отца 27 июня 1505 года официально опротестовал помолвку с Екатериной. Англия намеревалась сменить свой внешнеполитический курс, и брак сына с дочерью Фердинанда уже не был столь значим для короля. Генрих стремился заполучить в союзники Филиппа, правителя Нидерландов, который после смерти Изабеллы претендовал на звание регента Кастилии. Испанское государство было на грани распада, так как в Кастилии, его более обширной части, король Фердинанд считался лишь супругом королевы Изабеллы, и после её смерти Кастилия по праву принадлежала не ему, а его дочери Хуане, жене Филиппа, которая уже тогда проявляла признаки эмоциональной нестабильности. Фердинанд, занятый решением внутриполитических проблем, откладывал выплату приданого. Король английский, в свою очередь, не предпринимал никаких действий относительно свадьбы и, вдобавок, перестал выделять Екатерине содержание.
Ожидая, пока прояснится вопрос о замужестве дочери, в 1507 году Фердинанд отправил ей 2 тыс. дукатов и верительные грамоты, наделив Екатерину полномочиями посла при английском дворе. Теперь, став первой женщиной-послом в европейской истории, она могла самостоятельно отстаивать свои интересы и контролировать ситуацию. В начале 1508 года в помощь ей из Испании прибыл дон Гутьерре Гомес де Фуэнсалида. Их совместная миссия состояла не только в том, чтобы добиться окончательного решения о браке Екатерины с принцем Уэльским, но и восстановить прежние доверительные отношения Генриха и Фердинанда. Но вспыльчивый нрав Фуэнсалиды и его излишняя прямолинейность едва не привели возобновившиеся переговоры к полному провалу. Наконец, в апреле 1509 года, незадолго до смерти Генриха VII (он скончался 21 апреля), Фердинанд сообщил, что готов выплатить недостающую часть приданого Екатерины.
Для дальнейшего упрочения союза между Англией, Испанией и Священной Римской империей и совместного противостояния Франции, новый король Генрих VIII решил жениться на вдове своего брата. Как он впоследствии признавался, взять в жёны Екатерину его заставил умирающий отец, и он не посмел ослушаться.

## Брак с Генрихом VIII

### Первые годы и вопрос о наследнике

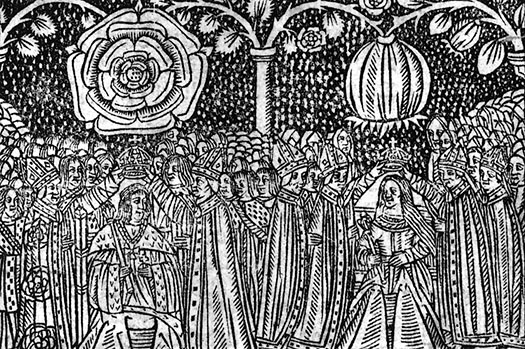
Коронация Генриха VIII и Екатерины Арагонской, осенённая их геральдическими эмблемами — розой Тюдоров и плодом граната, символом покорённой испанцами Гранады. Гравюра XVI в.

11 июня 1509 года состоялось долгожданное событие — Генрих и Екатерина обвенчались в часовне в Гринвиче, а 24 июня в Вестминстерском аббатстве прошла торжественная коронация.
Первые пять лет брака Екатерина продолжала исполнять обязанности посла Испании, всецело разделяя интересы своего отца. Под её тактичным, но весьма ощутимым влиянием внешняя политика Англии придерживалась происпанского курса и была направлена против Франции, которая к тому времени стала ведущей европейской державой. Её могущество было столь велико, что другим странам пришлось объединить усилия, дабы остановить её экспансию в Италию, что вылилось в серию конфликтов на континенте, известных как Итальянские войны.
Несмотря на бурную политическую деятельность, основным её предназначением было рождение наследника. О первой беременности королевы было объявлено в ноябре 1509 года. Однако роды, наступившие 31 января 1510 года, были преждевременными, и завершились появлением на свет мертворождённой девочки. О произошедшем знали лишь несколько человек, включая короля, двух испанских дам из свиты Екатерины, её врача и исповедника. Тем не менее живот королевы не уменьшился; вероятно, это было следствием инфекции, но её доктор сделал вывод, что она по-прежнему беременна другим ребёнком. В марте Екатерина удалилась в специально отведённые для родов покои, где оставалась до конца мая, однако долгожданное событие так и не наступило. Вскоре ей пришлось признать, что беременность оказалась ложной.
Тем не менее уже в середине 1510 года она снова зачала, и в первый день 1511 года родила здорового мальчика, прозванного «новогодним». Ребёнка нарекли Генри в честь отца и пожаловали ему титул герцога Корнуолльского. Но младенец скончался 22 февраля 1511 года, не прожив и двух месяцев.

### Регентство и война с Шотландией
В 1513 году Генрих, согласно союзнической договорённости с Фердинандом, начал военную кампанию против Франции, а Екатерина на время его отсутствия в Англии была назначена регентом. Тем временем, воспользовавшись отсутствием короля, шотландские лорды под предводительством Якова IV вторглись на территорию Англии. Королева лично разработала большую часть плана обороны, и 9 сентября 1513 года шотландцы были разгромлены в сражении на Флодденском поле, а король Яков убит. Гордясь своей победой, Екатерина отправила Генриху письмо и подарок — окровавленную рубашку шотландского короля. Их радость вскоре омрачилась печальным событием — у королевы случился очередной выкидыш. Ситуация повторилась в ноябре 1514 года, когда Екатерина родила ещё одного мёртвого мальчика.
Тем временем её влияние в государственных делах стало ослабевать. Если в первые годы после свадьбы она была главным советником Генриха и наиболее доверенным лицом, то теперь он всё чаще обращался к Томасу Уолси, который в 1515 году получил должность лорда-канцлера и в противовес Екатерине, поддерживавшей испанскую направленность во внешней политике, стремился к сближению с Францией.

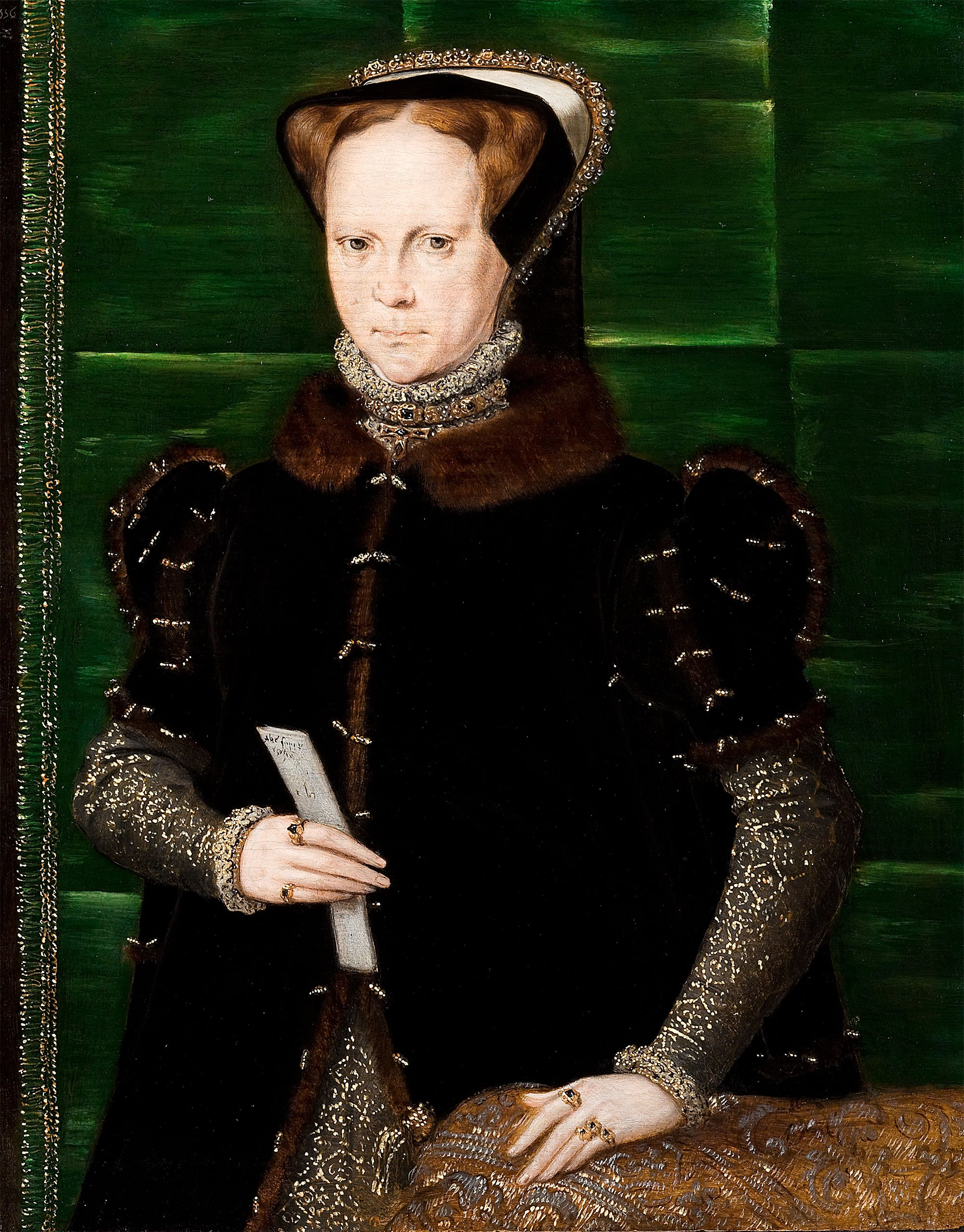
Дочь Генриха и Екатерины, королева Мария I. Художник Ганс Эворт, 1556—1558 гг.

### Рождение дочери. Династический кризис
23 января 1516 года скончался отец Екатерины, Фердинанд Арагонский. Это известие утаивали от королевы, опасаясь за её здоровье. Но через месяц, 18 февраля, она благополучно родила дочь. Девочку назвали Марией в честь младшей сестры Генриха, французской королевы Марии Тюдор, и несколько дней спустя окрестили. В отличие от предыдущих детей Екатерины, она пережила опасные первые недели и выглядела вполне здоровой.
Генрих был разочарован отсутствием наследника. В 1518 году была организована помолвка принцессы Марии и Франциска, дофина Франции. Одним из условий брачного контракта был пункт о том, что в случае, если у короля не будет наследников мужского пола, королевой после него станет дочь. Но для Генриха перспектива воцарения на троне Англии короля-француза была неприемлема, так же, как и вероятность восшествия на престол женщины. Подобный прецедент случился лишь однажды, в 1141 году, когда королевой стала Матильда, а её приход к власти сопровождался разрушительной гражданской войной.
Надежда на появление мальчика сохранялась, так как в 1518 году Екатерина снова была беременна, но 10 ноября родилась девочка, прожившая лишь несколько часов. Это были последние роды королевы. Венецианский посол Юстиниан отмечал в своём донесении:

Никогда и никого ещё в этом королевстве не желали так сильно и с таким нетерпением, как принца. Если бы Его Величество оставил после себя наследника, государство находилось бы в большей безопасности, это здесь ясно почти каждому. А сейчас положение прямо противоположное. В королевстве опасаются, что посредством брака оно может перейти под владычество Франции.
После смерти Фердинанда Арагонского в 1516 году и императора Максимилиана в 1519-м политическая обстановка в Европе значительно изменилась. Поначалу Генрих склонялся к продолжению союзнических отношений с Францией. Однако при встрече с Франциском I на Поле золотой парчи в 1520 году не было достигнуто никаких серьёзных договорённостей, и Генрих заключил альянс с новым императором Священной Римской империи, Карлом V, племянником Екатерины. Помолвка Марии с французским дофином была расторгнута: отныне она становилась невестой Карла, брачный договор с которым был подписан в 1522 году. В соответствии с его условиями английский престол переходил к старшему сыну Марии и Карла в том случае, если у Генриха не появится наследник мужского пола.

## Королевский развод

### Предпосылки

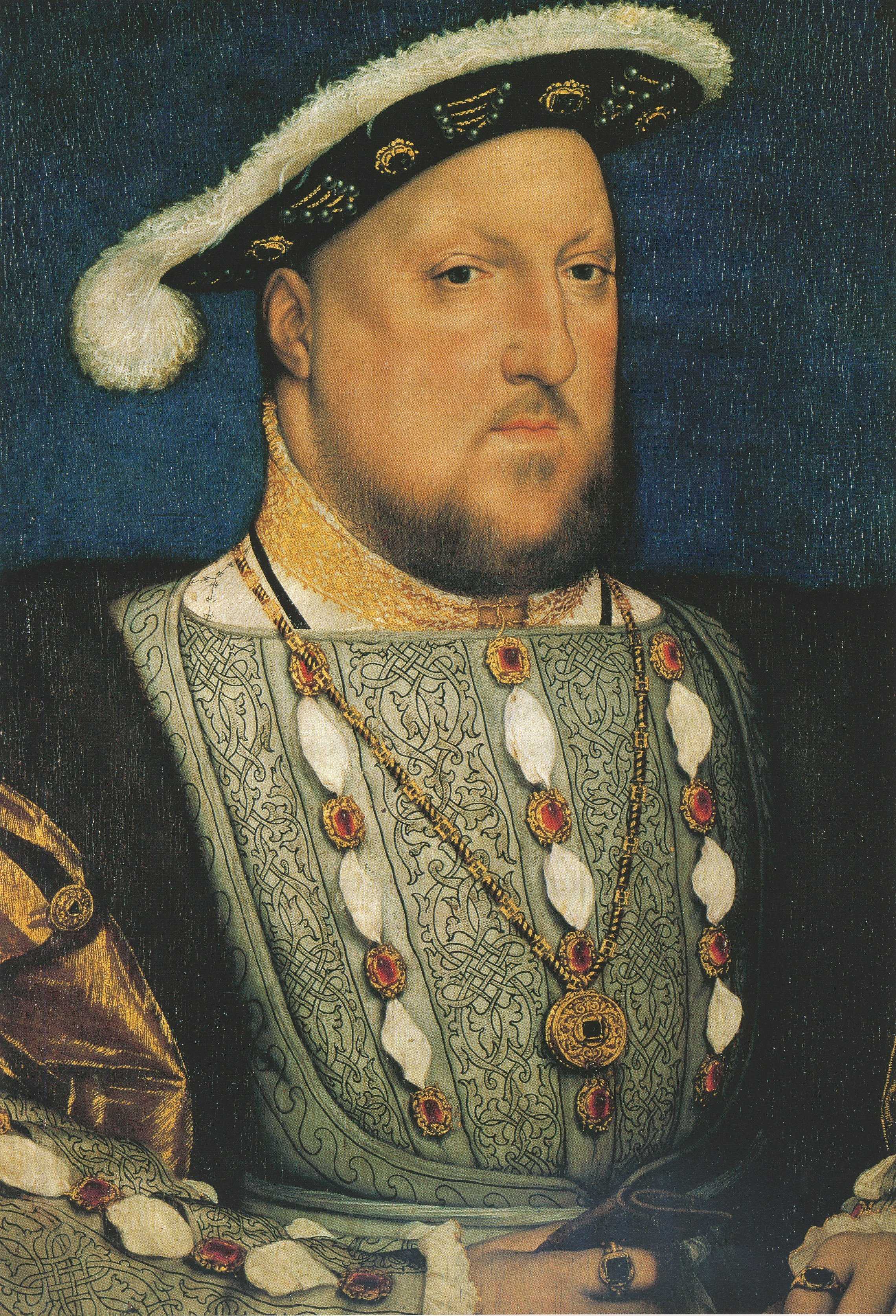
Генрих VIII. Портрет кисти Ганса Гольбейна (младшего), ок. 1536—1537 гг.

Несмотря на такое компромиссное решение проблемы с престолонаследием, Генрих отнюдь не был им удовлетворён. Он непременно хотел передать корону своему сыну, но было очевидно, что Екатерина не в состоянии родить наследника. А в 1526 году Карл, не дожидаясь совершеннолетия Марии, женился на Изабелле Португальской, и это событие заставило вновь вернуться к вопросу о преемнике.
Уже к 1525 году намерения относительно развода с Екатериной приняли вполне конкретные очертания. В то время внимание Генриха было целиком поглощено фрейлиной Анной Болейн. Поначалу её появлению никто не придал значения: у короля и ранее случались мимолётные увлечения. Через год после свадьбы с Екатериной у него был кратковременный роман с одной из сестёр Эдварда Стаффорда, 3-го герцога Бекингема, а в 1514 году возникли романтические отношения с фрейлиной Элизабет Блаунт, и венецианский посол сообщал в письме папе римскому:

Поговаривают, будто английский король намеревается отвергнуть свою нынешнюю супругу… ибо не способен более иметь от неё детей.
Связь с Бесси Блаунт оказалась довольно длительной, и в 1519 году она родила королю сына, Генри Фицроя. В 1525 году мальчику был пожалован титул герцога Ричмонда, но всё же он был бастардом и не мог претендовать на корону Англии. В начале 1520-х годов у Генриха были продолжительные отношения со старшей сестрой Анны, Марией Болейн. Многие были склонны думать, что отцом её детей — Кэтрин и Генри — был король, но Генрих никогда официально не признавал их и не одаривал почестями, как в случае с Фицроем.
Между тем страсть короля к Анне Болейн ничуть не ослабевала, а рождение сына у Бесси Блаунт стало достаточным доводом для него в пользу того, что не он повинен в отсутствии наследника. В 1527 году в стремлении избежать неопределённости в отношении преемственности и возможной смуты, подобной Войне Роз, Генрих принял окончательное решение добиться признания недействительности брака с Екатериной. В качестве обоснованной причины для этого им было приведено изречение из Книги Левит 20:21:

Если кто возьмёт жену брата своего: это гнусно; он открыл наготу брата своего, бездетны будут они.
То, что у королевы рождались мёртвые дети, было для него, несомненно, знаком Божьим и доказательством того, что их брак проклят. Своими соображениями относительно незаконности брака король поделился с Томасом Уолси и поручил ему подготовить необходимые документы для обращения к папе римскому с прошением о разводе.

### Великое дело короля
17 мая 1527 года состоялось первое тайное судебное заседание, где в присутствии архиепископа Кентерберийского Уильяма Уорэма были представлены аргументы в пользу аннулирования брака Генриха VIII и Екатерины Арагонской. Уолси надеялся, что ему, как папскому легату, удастся без труда завершить этот процесс. Но присяжные сочли, что для вынесения вердикта необходима богословская экспертиза, а в июне в Англию пришла весть о том, что император Карл захватил Рим, и папа Климент VII фактически является его пленником. А поскольку Карл — племянник Екатерины, то в такой ситуации папа едва ли был волен в принятии решения по ходатайству Генриха.
Вскоре новости о планах короля достигли Екатерины. Он сам рассказал ей о своих изысканиях относительно греховности их союза, но на его просьбу согласиться аннулировать брак и удалиться в монастырь королева ответила безоговорочным отказом. Между тем все попытки кардинала Уолси убедить Климента VII отменить брачное разрешение папы Юлия II, выданное после кончины принца Артура, и, таким образом, позволить Генриху взять другую жену, были безрезультатны. И всё же посланникам Уолси — Стивену Гардинеру и Эдварду Фоксу — удалось достичь некоего компромисса: папа согласился начать разбирательство по Великому делу короля (англ. The King’s Great Matter) при условии, что главным судьёй на нём выступит не Уолси, а кардинал Лоренцо Кампеджо, который получил тайный приказ затягивать дело до последней возможности.

### Суд и аннулирование брака
18 июня 1529 года в Лондоне началось заседание суда, на котором Екатерина официально выразила протест, усомнившись в беспристрастности судей, и потребовала перенести рассмотрение её дела в Рим. 21 июня процесс продолжился. После выступления Генриха, в очередной раз поведавшего о сомнениях относительно законности своего брака, слово взяла Екатерина:

Сир, заклинаю вас, во имя той любви, что была меж нами… не лишайте меня правосудия, возымейте ко мне жалость и сострадание… К вам я прибегаю как к главе правосудия в этом королевстве… Господа и весь мир призываю в свидетели, что я была вам верной, смиренной и послушной женой… и родила я вам много детей, хоть и угодно было Господу призвать их к себе из этого мира… Когда вы приняли меня впервые, то — призываю Господа в судьи — я была девицей непорочною, мужа не знавшей. Правда ли это или нет, я предоставляю вашей совести. Если найдётся по закону дело справедливое, которое вмените вы против меня… то я согласна удалиться… Если же нет такого дела, то нижайше умоляю вас, позвольте мне пребывать в прежнем состоянии моём.
После этого она удалилась. Последующие слушания проходили без неё, а 23 июля Кампеджо заявил, что суд откладывается до октября, а дальнейшее рассмотрение дела переносится в Рим:

Я не вынесу никакого приговора до тех пор, пока не подам заявление папе… обвинение слишком сомнительное, а люди, вовлечённые в разбирательство, занимают слишком высокое положение… Чего же я могу добиться, навлекая на свою душу гнев Божий, ради удовлетворения какого бы то ни было правителя или знатного человека в этом мире?

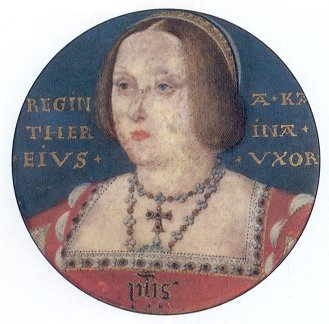
Екатерина Арагонская. Миниатюра работы Лукаса Хорнболта, ок. 1525—1526 гг.

Генрих, рассчитывавший сразу по окончании бракоразводного процесса жениться на Анне Болейн, был в возмущении и всю вину за провал возложил на Уолси. К 1532 году новые советники короля — Томас Кранмер, Томас Кромвель и Стивен Гардинер — нашли выход из сложившейся ситуации. По ряду законов, принятых в парламенте, власть папы более не имела силы на территории Англии, и все церковные дела отныне были в ведении короля. В 1534 году был принят Акт о супрематии, в соответствии с которым Генрих провозглашался верховным главой английской церкви. Это был окончательный разрыв с Римом.
В январе 1533 года король и Анна тайно обвенчались. На тот момент она уже была беременна. 23 мая новый архиепископ Кентерберийский Томас Кранмер объявил брак Генриха и Екатерины недействительным, а 28 мая Анна Болейн была официально признана законной супругой Генриха VIII.

## Последние годы
9 апреля 1533 года к Екатерине явилась делегация во главе с герцогом Саффолком и герцогом Норфолком, чтобы объявить волю короля: она более не является супругой Генриха VIII, не имеет права называться королевой, а поскольку она вдова Артура, то отныне её титул — вдовствующая принцесса Уэльская (англ. Dowager Princess of Wales). Но она продолжала именовать себя королевой, а на угрозы отвечала, что она единственная законная жена короля Англии.
Ещё летом 1531 года Генрих отлучил Екатерину от двора, и она переехала в одно из отдалённых поместий. Находясь в уединении, Екатерина не прекращала переписку с папой и Карлом V, умоляя их о поддержке. Вскоре после коронации Анны бывшей королеве приказали удалиться в Хантингдоншир, и король запретил ей всякое общение с Марией. Вести о дочери она получала от Эсташа Шапюи, посланника императора, прибывшего в Англию в конце 1529 года, которому она всецело доверяла, называя его своим «особым другом» (исп. especial amigo).
В 1534 году, в ответ на папскую буллу о действительности брака с Екатериной, был принят новый Акт о престолонаследии, согласно которому подтверждалось верховенство короля над церковью, а принцесса Мария, рождённая в греховном сожительстве Генриха с Екатериной Арагонской, объявлялась незаконнорождённой. Наследницей престола становилась Елизавета, дочь Анны Болейн.

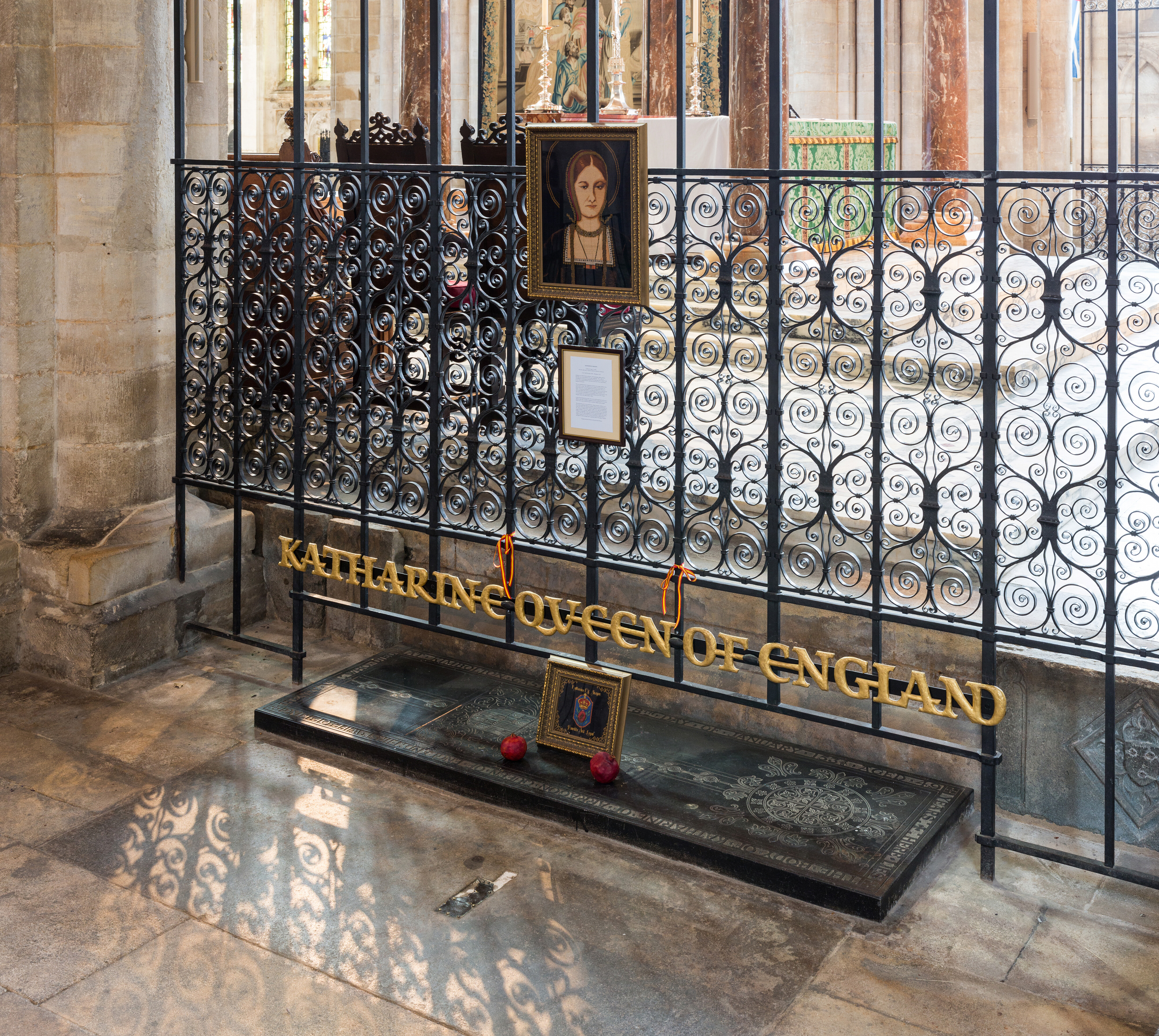
Могила Екатерины Арагонской в соборе Св. Петра в Питерборо, графство Кембриджшир

В 1535 году вдовствующая принцесса Уэльская переселилась в замок Кимболтон, графство Кембриджшир. Ей было разрешено принимать посетителей (по предварительному согласованию с королём), но по-прежнему отказано в общении с дочерью. В конце 1535 года Екатерина заболела, как потом стало известно, неизлечимо. В декабре она составила завещание, по которому все имеющиеся у неё деньги оставляла своим приближённым. Дочери она отписала старинные меха и золотое ожерелье. В своём последнем письме к Генриху она прощала ему все обиды и просила позаботиться о Марии.
Незадолго до кончины её посетил Эсташ Шапюи, а 5 января, проигнорировав все запреты Генриха, в замок Кимболтон приехала Мария де Салинас, лучшая подруга Екатерины и её бывшая фрейлина. Несмотря на возражения управляющего, она осталась с королевой и не покидала её до последней минуты. Екатерина Арагонская умерла 7 января 1536 года. Она была похоронена в соборе Св. Петра в Питерборо в соответствии с рангом вдовствующей принцессы Уэльской, а не королевы Англии. Сразу же после её смерти появились упорные слухи о том, что её убили. При вскрытии тела для бальзамирования обнаружилось, что сердце её почернело, и на нём образовался странный нарост. Многие были уверены, что Екатерину отравили: либо по приказу Анны Болейн, либо короля.

## Образ в искусстве и поп-культуре

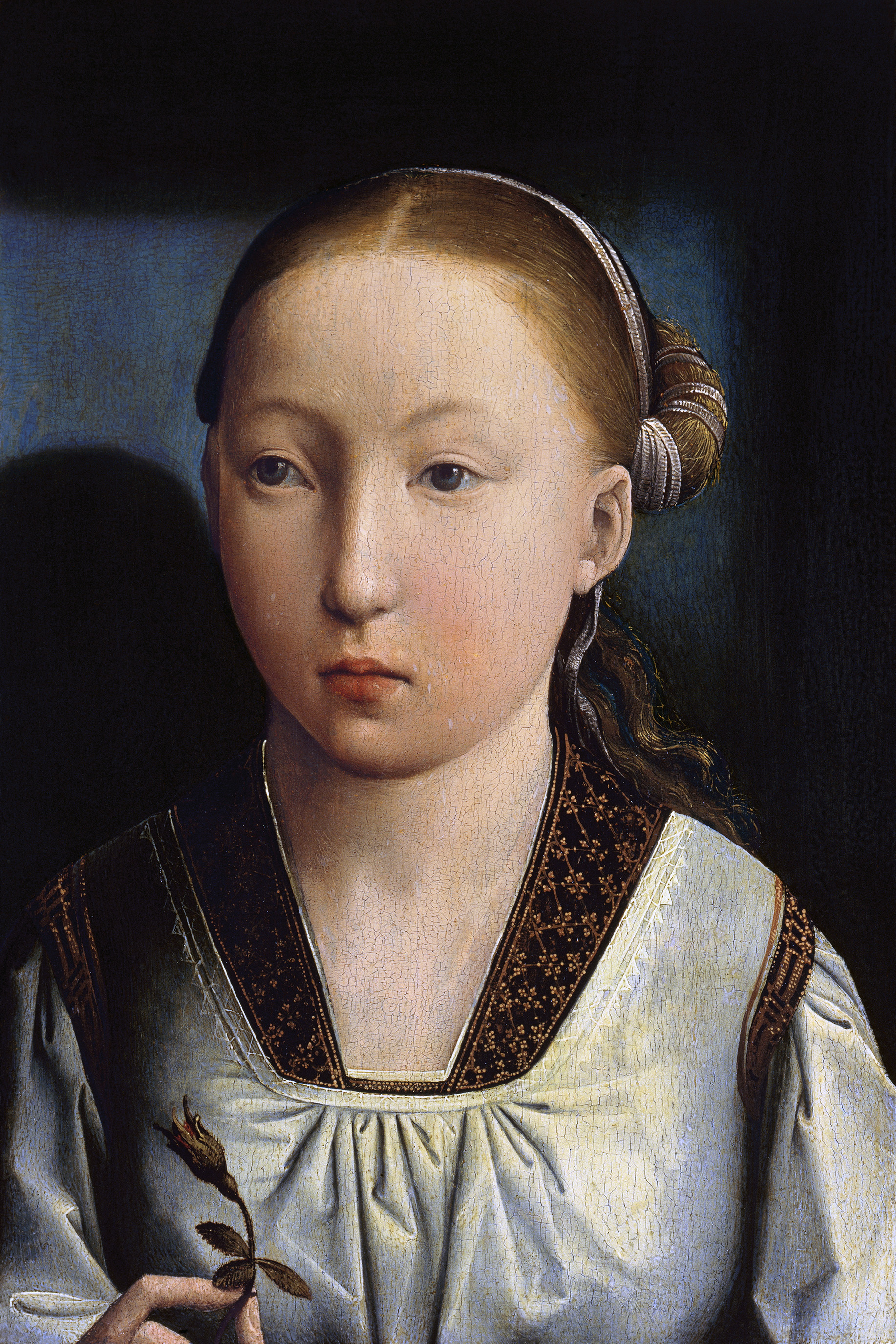
Портрет инфанты. Художник Хуан де Фландес, ок. 1500 г.

По сложившимся стереотипам о внешности испанских женщин, в кинематографе и на театральной сцене Екатерина Арагонская обычно изображается как смуглая темноглазая брюнетка. По дошедшим же описаниям Екатерина была невысокого роста, с длинными золотисто-каштановыми волосами, серо-голубыми глазами и светлой кожей с лёгким румянцем, что также подтверждается сохранившимися портретами испанской инфанты.
В кинематографе и на телевидении:
- Впервые персонаж Екатерины Арагонской был представлен актрисой Вайолет Ванбру[англ.] в 1911 году в короткометражной экранизации пьесы Шекспира «Генрих VIII».
- В немом фильме 1920 года «Анна Болейн[нем.]» в роли Екатерины — германская актриса Хедвиг Паули-Винтерштайн[нем.].
- В приключенческой мелодраме «Меч и роза[англ.]» 1953 года роль Екатерины исполнила Розали Кратчли[англ.].
- В историческом фильме 1969 года «Тысяча дней Анны» образ испанки Екатерины был воплощён греческой актрисой Ирен Папас. Роль Генриха сыграл британский актёр Ричард Бёртон, а Анны Болейн — Женевьева Бюжо.
- В экранизации 1972 года «Генрих VIII и его шесть жён[англ.]» в роли короля — Кит Мичелл, а Екатерины — Фрэнсис Кука[англ.].
- В телевизионной версии для Би-би-си «Ещё одна из рода Болейн» (2003 год) по одноимённому роману Филиппы Грегори, главной героиней которой является Мария Болейн в исполнении Наташи Макэлхон, Екатерина присутствует как эпизодический персонаж в исполнении Иоланды Васкес[англ.].
- В драматическом мини-сериале 2003 года «Генрих VIII» в роли Екатерины — Ассумпта Серна.
- В 2007 году на канале Showtime состоялась премьера телесериала «Тюдоры», повествующего о жизни английского королевского двора в эпоху правления Генриха VIII (Джонатан Рис-Майерс). Екатерина Арагонская (Мария Дойл Кеннеди) действует как одна из основных героинь на протяжении двух сезонов.
- В ещё одной экранизации романа Филиппы Грегори, фильме «Ещё одна из рода Болейн» (2008 год), в роли Екатерины в нескольких эпизодах фигурирует Ана Торрент.
- В телевизионной постановке канала BBC Two 2015 года «Волчий зал» по романам Хилари Мэнтел «Вулфхолл» и «Введите обвиняемых» Екатерину сыграла Джоанн Уолли.
- В телевизионной экранизации романов Филиппы Грегори («Проклятие королей» и «Вечная принцесса») под названием «Испанская принцесса» (2019) повествуется о юности Екатерины Арагонской и первых годах её жизни в Англии. Инфанту Екатерину играет Шарлотта Хоуп.

В мультипликации:
- В эпизоде «Margical History Tour» американского мультсериала «Симпсоны» Мардж, рассказывая детям о различных исторических событиях, ассоциирует себя с Екатериной, представляясь Марджериной Арагонской.

В музыке:
- Бытует мнение, что баллада Pastime with Good Company («Время в хорошей компании»), которую Генрих VIII сочинил в первые годы своего правления, посвящена Екатерине.
- Одна из композиций с альбома The Six Wives of Henry VIII (1973 год) британского музыканта Рика Уэйкмана носит название «Catherine of Aragon».

В литературе:
Ещё при жизни имя Екатерины упоминалось в народных песнях и поэмах. Выдающийся английский гуманист сэр Томас Мор прославлял её в стихах, написанных им по случаю коронации Генриха и Екатерины. Генрих VIII слагал в честь неё баллады, а Хуан Луис Вивес, которому она оказывала покровительство, посвятил королеве трактат «О воспитании христианской женщины».
Одно из первых появлений Екатерины в качестве литературного персонажа отмечено в хронике Шекспира «Генрих VIII», опубликованной в 1623 году. В современной литературе её образ используется в произведениях историко-приключенческого и мелодраматического жанра у таких авторов как Элеанор Хибберт (под псевдонимом Джин Плейди), Нора Лофтс и Каролин Мейер. В цикле романов о Тюдорах британской писательницы Филиппы Грегори Екатерина Арагонская упоминается как второстепенная героиня в «Другой Болейн» и «Проклятии королей» и выступает как центральный персонаж в «Вечной принцессе».